# Aortaklep
De aortaklep of valva aortae is de hartklep die tijdens de diastole, dat is de fase waarin de spier van de linkerhartkamer zich ontspant, voorkomt dat er bloed uit de aorta, de grote lichaamsslagader, terugstroomt naar het hart.

## Bouw en werking

Aortaklep van een varkenshart.

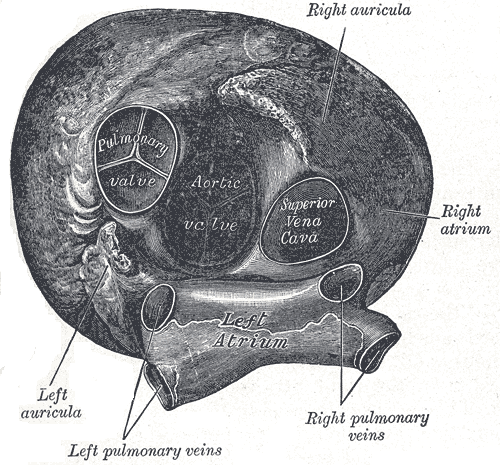
Basis van het hart op een tekening uit het klassieke anatomieboek van Gray

Net als de pulmonalisklep (valva trunci pulmonalis) die  functioneert  tussen rechterhartkamer en longslagader, bestaat de aortaklep uit drie halvemaanvormige zakjes, slippen genaamd, met de opening van het zakje in de richting van de aorta. Tijdens de systole, wanneer de linkerhartkamer samentrekt, worden deze zakjes plat langs de wand gedrukt en staat de klep open.  Als de kamer zich geheel geleegd heeft en zich ontspant,  duwt het bloed uit de aorta de zakjes open, die met zijn drieën de aorta dan volledig afsluiten. Dit sluiten van de aortaklep is met de stethoscoop te horen en vormt samen met de pulmonalisklep, die bijna gelijktijdig sluit, de tweede harttoon. Het geluid dat ontstaat is afkomstig van de trilling van de wanden door het sluiten van de kleppen.
De aortaklep ligt iets rechtsachter de pulmonalisklep. De aorta vormt vervolgens een boog, die van rechtsvoor over de rechterlongslagader heen buigt en links van het midden afdaalt naar borst, buik en benen.

## Ziekten
Bij de aortastenose is het uitstroom traject van de linkerkamer naar de aorta vernauwd. Een van de oorzaken is een vernauwde klep,  die dus niet goed kan openen. De klep kan verkeerd aangelegd zijn (bijvoorbeeld met twee ‘’zakjes’’  in plaats van drie), hij kan aangetast zijn door acuut reuma, of hij kan gedegenereerd zijn.
Bij aortaklepinsufficiëntie kan de klep niet goed sluiten en lekt. Oorzaken zijn veroudering, systemische hoge bloeddruk, acuut reuma; syfilis in het derde stadium, infectie;  ziekte van Bechterew en andere reumatische aandoeningen; het syndroom van Marfan en andere aanlegstoornissen van het bindweefsel; ongevallen en lysosomale stapelingsziekten.